# Estació de França
Az Estació de França (Francia pályaudvar) egy vasúti pályaudvar a spanyolországi (katalóniai) Barcelonában. Nevét Franciaországról kapta, mivel innen indultak korábban a vonatok Franciaország felé.
Az Estació de França Barcelona második legforgalmasabb vasútállomása a Barcelona-Sants után a regionális és a távolsági utazásokat tekintve. Ezt a státust azonban elveszítheti az AVE nagysebességű vonatainak Santsba irányítása és a 2021-ben befejezésre kerülő Estació de Sagrera-TAV megépítése után, amely a forgalom nagy részét kezelni fogja.

## Története
A 19. században épült itt először vasútállomás, amely a Franciaországból érkező vonatok fő végállomása volt (ahogy a neve is mutatja), de az Északkelet-Katalóniába és a Costa Bravára közlekedő járatok is innen indultak.
Az állomást alkotó két monumentális épületet Pedro Muguruza építész tervezte, és XIII. Alfonz király avatta fel, az 1929-es nemzetközi kiállításra építették át és nyitották meg újra. Az épületek "U" alakban veszik körül a vasúti síneket. Az állomás épülete összesen 29 m magas és 195 m hosszú. Az állomás 1988 és 1992 között felújítás miatt zárva volt, majd az 1992-es olimpiai játékokra nyitott meg újra.

## Építészet
Általában a város legszebb állomásaként tartják számon. A klasszikus és a modernebb stílus visszafogott keveréke miatt önmagában is érdemes megnézni, amely márványból, bronzból és kristályból készült díszítéssel, valamint modernista és art déco motívumokkal egészül ki. Az elmúlt három évtizedben Barcelona főpályaudvaraként háttérbe szorult a Sants földalatti továbbfejlesztése miatt. Valóban, Barcelona legtöbb más állomása legalább részben a föld alatt található.
A pályaudvar a Franciaországból érkező és Franciaországon áthaladó nemzetközi vonatok végállomásaként betöltött státusza a 2013-ban megszűnt éjszakai "trenhotel" járatok megszüntetésével ért véget, ami egybeesett a Párizsba, Toulouse-ba, Lyonba és Marseille-be közlekedő új, nagysebességű, nappali TGV-járatok bevezetésével, amelyek mindegyike Santsba érkezik vagy onnan indul.
Az eredeti épület egy része ma a Pompeu Fabra Egyetemhez tartozik, és annak "França épületeként" szolgál.

## Elhelyezkedése
Az állomás a város keleti részén található, lent a dokkok és az állatkert között. Bár saját metróállomással nem rendelkezik, könnyen megközelíthető: közvetlenül a Barcelona belvárosán (Sants és Passeig de Gràcia) áthaladó R10-es vonalon, valamint a barcelonai metró 4-es vonalának Barceloneta állomásától jó öt perc sétára található.

## Vonalak
Az állomás tizenkét vágányt és hét peront foglal magába. Számos RENFE-járat végállomása:
- Rodalies Barcelona: R10 - a félóránként közlekedő barcelonai nemzetközi repülőtéri vonat Barcelona központján keresztül (Passeig de Gràcia vasútállomás és Sants), de az AVE munkálatai miatt szünetel, helyette ideiglenesen az R2 SUD járat közlekedik Barcelona (Passeig de Gràcia vasútállomás és Sants), Viladecans, Gavà, Castelldefels, Sitges, Vilanova i la Geltrú, Calafell és Sant Vicenç de Calders központjába.
- Közepes távolság (Renfe Media Distancia): Ca1, Ca3, Ca4, Ca6

Az állomást gyakran használják tartalék végállomásként is, amikor a vasúthálózat egyes részein karbantartást végeznek; az állomáson 2008 telén az Aragó-alagút korszerűsítése során sokféle járat közlekedett.
Az állomásról az alábbi vonalak indulnak ki:
- Barcelona–Girona–Portbou-vasútvonal
- Sant Vicenç de Calders–Barcelona-vasútvonal
- Barcelona–Mataró–Maçanet-Massanes-vasútvonal
- Madrid-Barcelona-vasútvonal

## Képgaléria

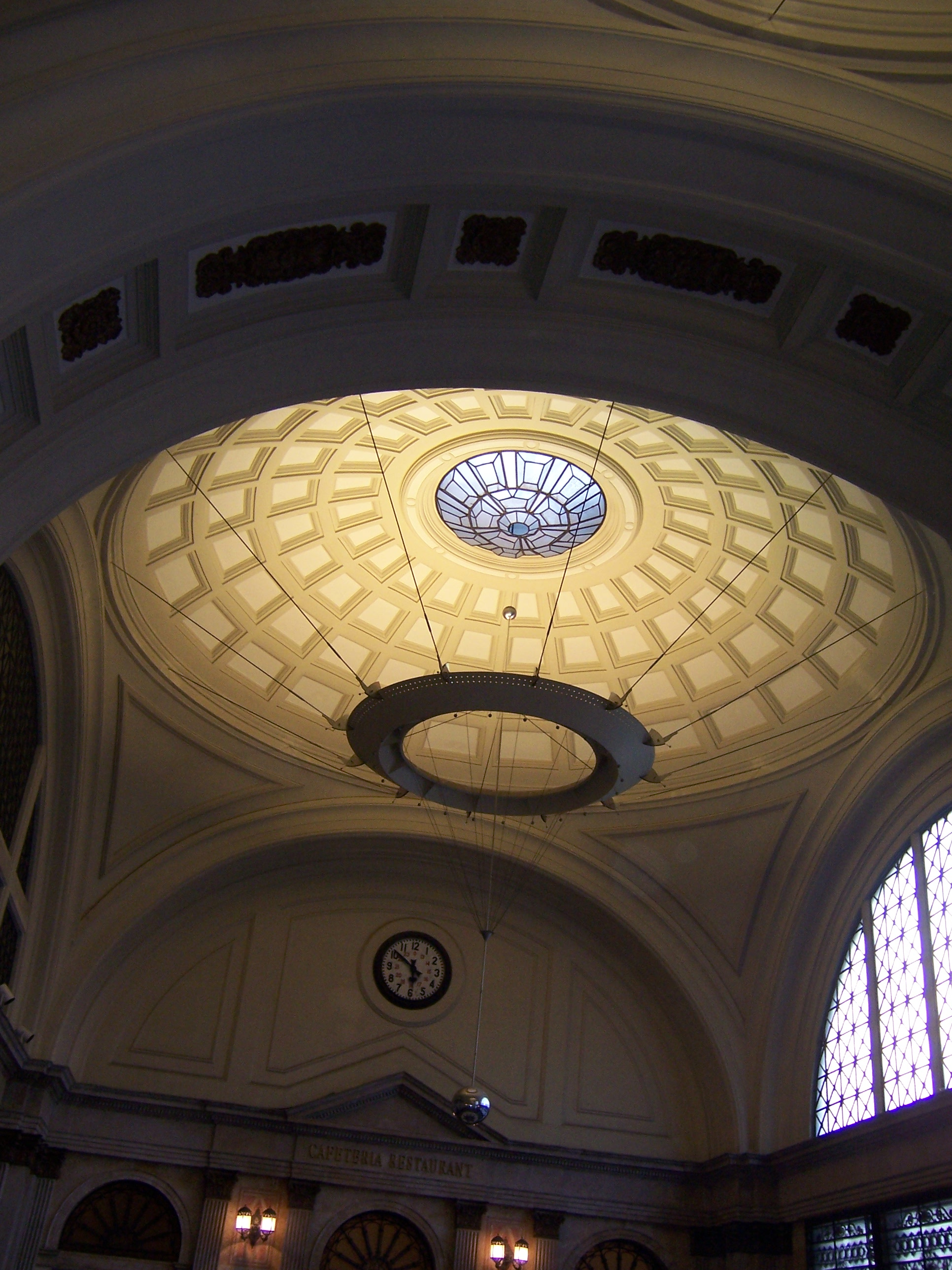
A váróterem mennyezete
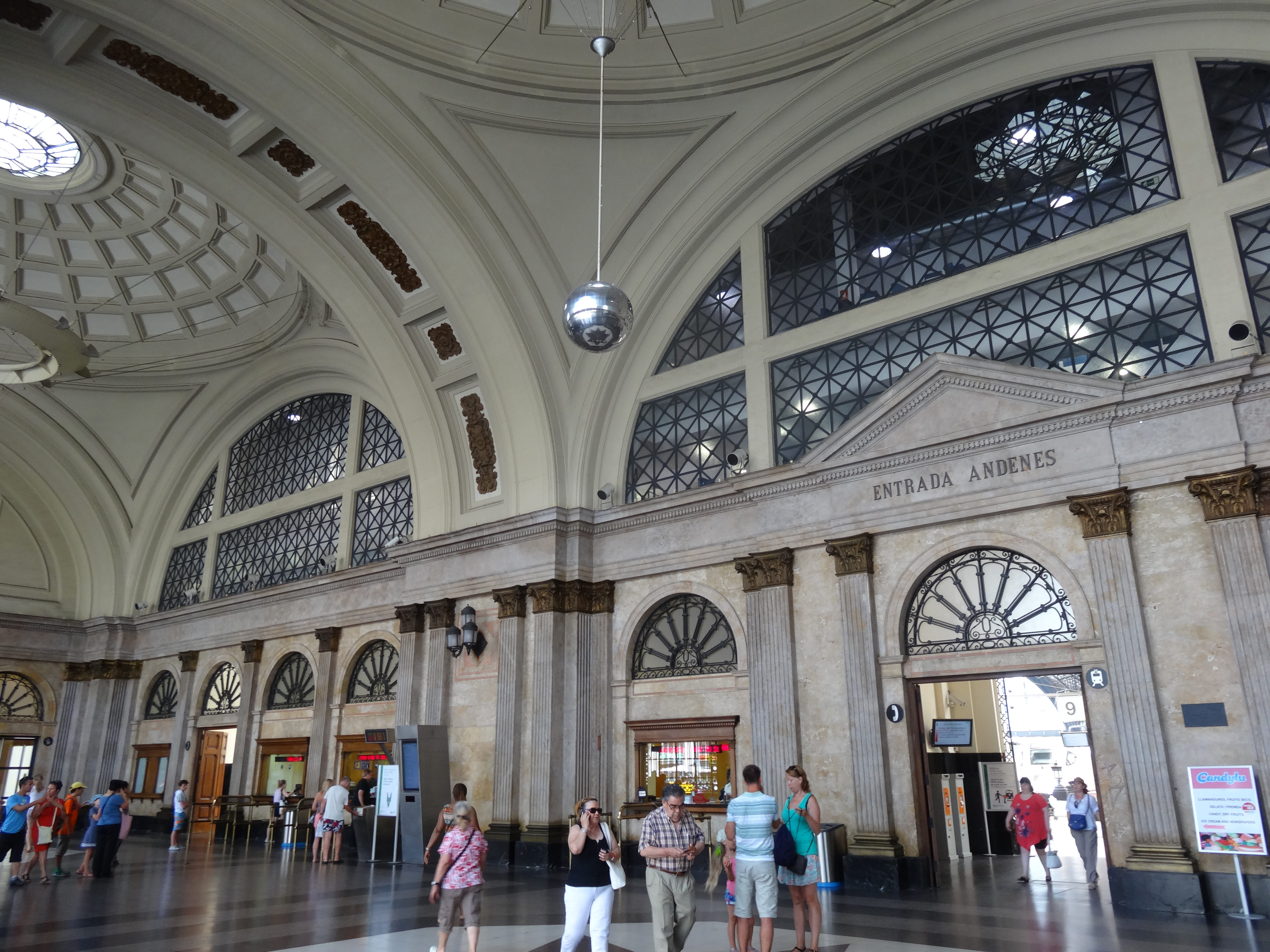
A bejárat és a jegypénztárak
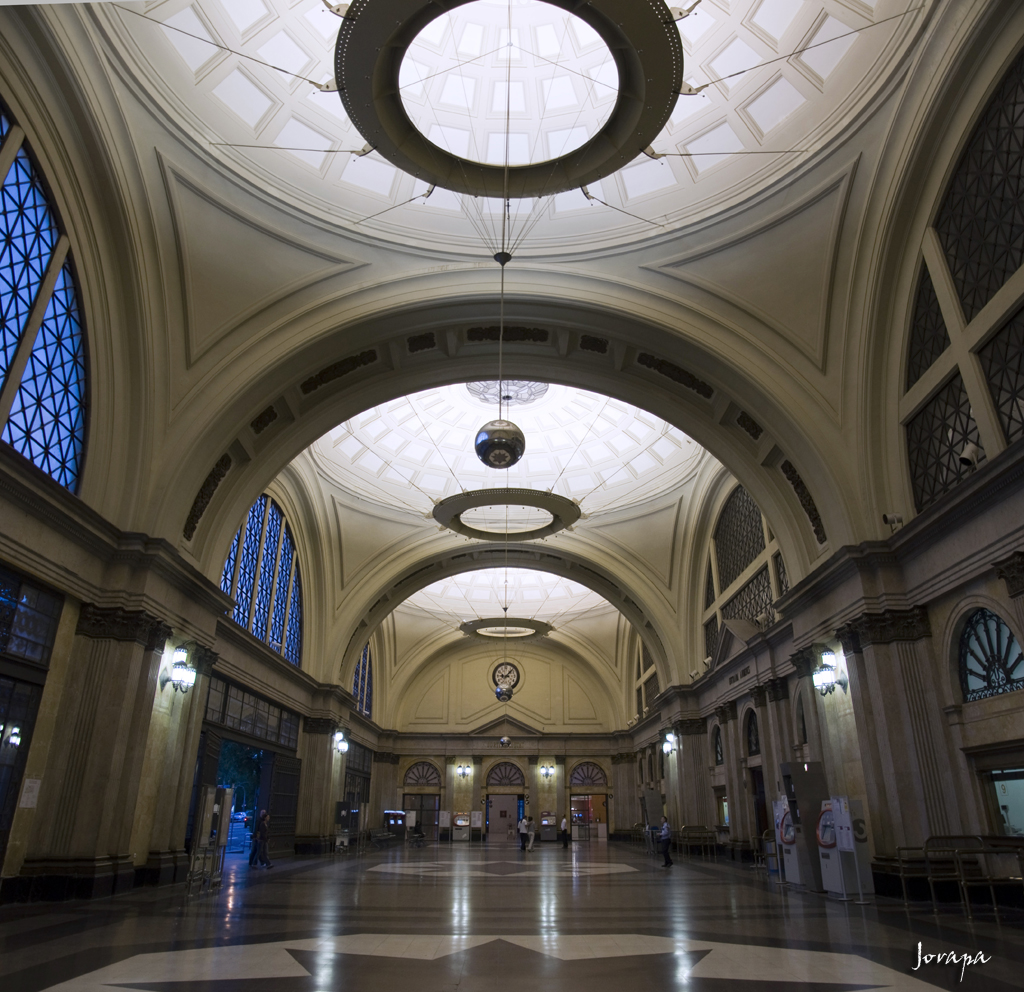
A váróterem
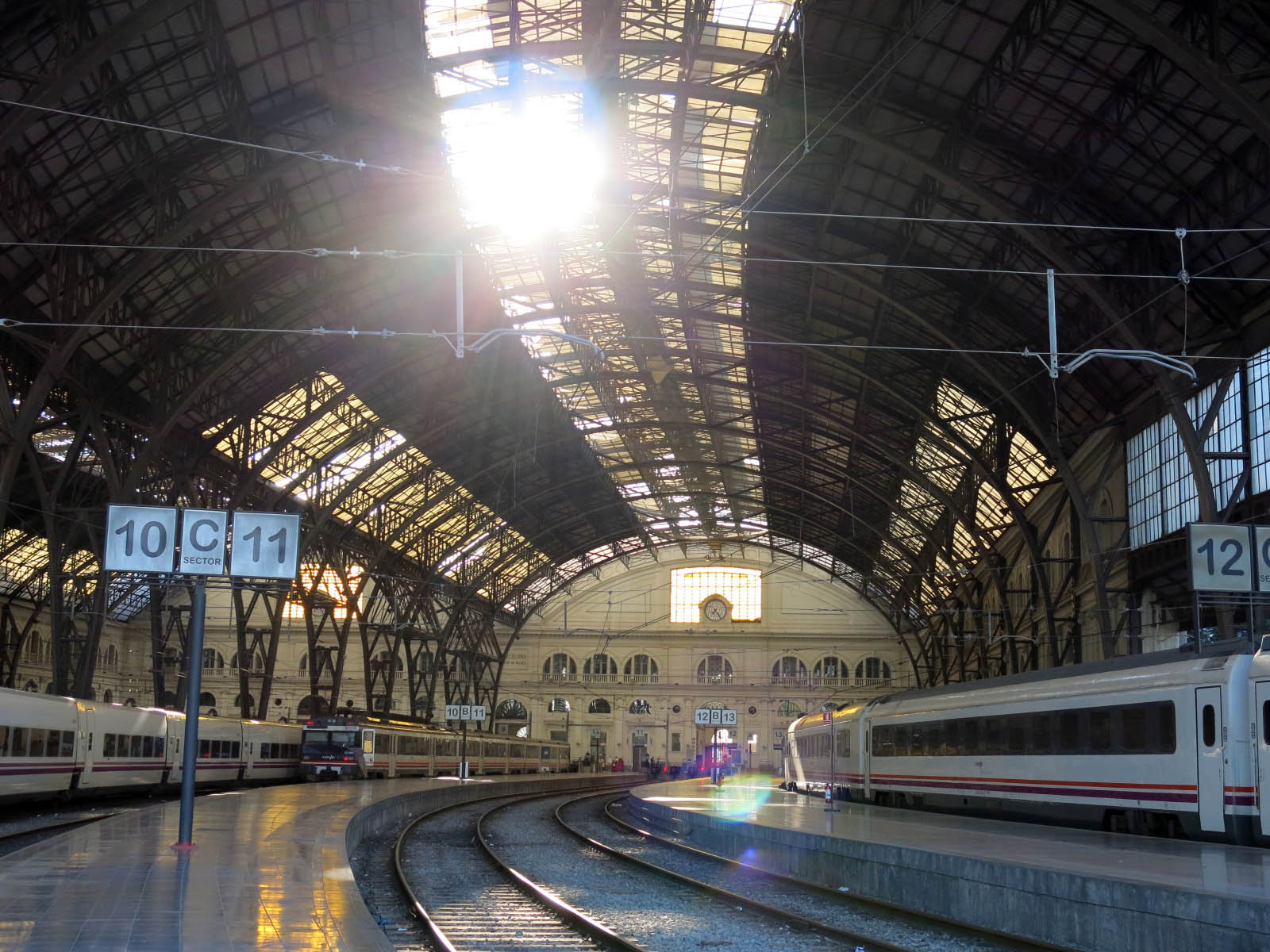
A vágányok a vonatfogadó csarnokban